# Gustav Korlén

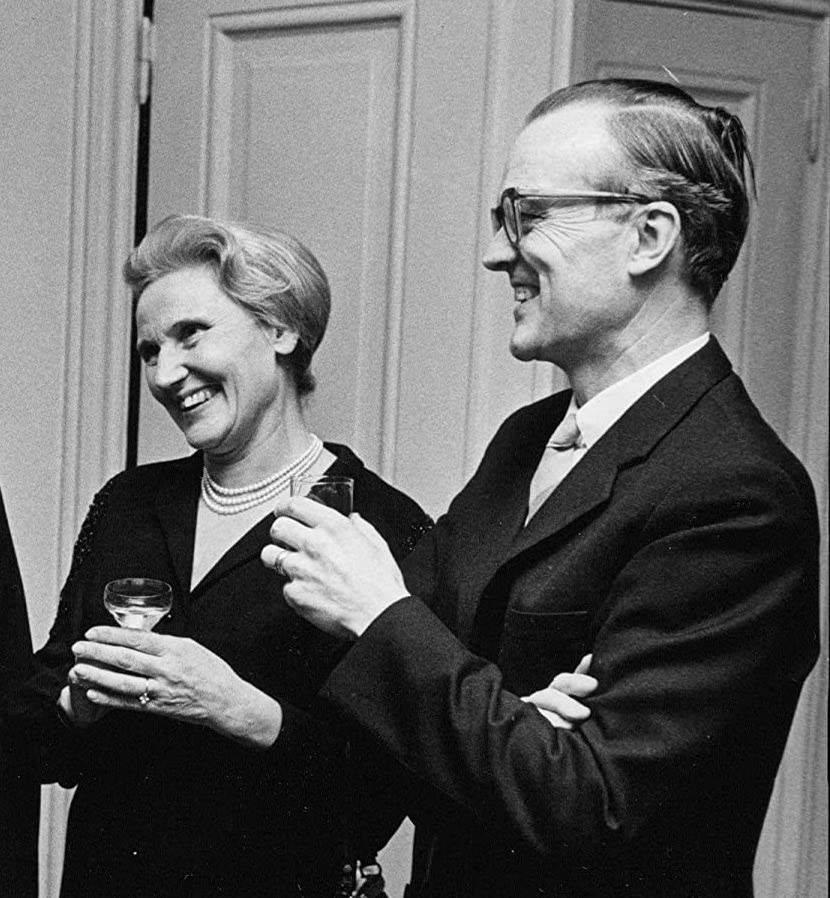
Elfride och Gustav Korlén, 1965.

Hans Gustav Vilhelm Korlén, född 27 januari 1915 i Falun, död 10 oktober 2014 i Nacka församling, var en svensk germanist verksam vid Stockholms universitet.
Korléns far var lektorn i tyska i Falun Artur Korlén, och hans mor, Ingeburg Hansen, var tyska från Kiel. Han blev föräldralös som femåring och växte upp hos en av faderns vänner, professor Robert Malmgren. Han studerade tyska vid Lunds universitet där han influerades av den av Erik Rooth uppbyggda lågtyskafokuserade "Lunda-skolan"; han disputerade 1945 på avhandlingen Die mittelniederdeutschen Texte des 13. Jahrhunderts. År 1952 utnämndes han till professor i tyska vid Stockholms högskola, en befattning som han innehade till 1991.
Korlén gjorde en insats som förnyare av tyskundervisningen vid Stockholms universitet. Under hans tid på professorstolen flyttades tyngdpunkten från språkhistoria och poesi till det levande språket och modern litteratur. Bland annat inrättades ett forskningsprogram för översättningsgranskning – vilket skapade grund för en översättarutbildning – samt en forskningsenhet för tyskspråkig exillitteratur. Hösten 1964 fick Korlén den tyska litteraturgruppen Gruppe 47 att förlägga sitt årsmöte i Sigtuna. Universitetet erbjöd dessutom fortbildningsseminarier för tjänstlediga språklärare som Korlén själv undervisade i, så att även gymnasieundervisningen blev moderniserad.
Han utsågs till ledamot av Vetenskapssocieteten i Lund 1950, korresponderande ledamot av Deutsche Akademie für Sprache und Dichtung 1960 och ledamot av Kungliga Vitterhets Historie och Antikvitets Akademien 1972. Korlén är gravsatt på Stadskyrkogården i Alingsås.